# コレゾフ RD-36

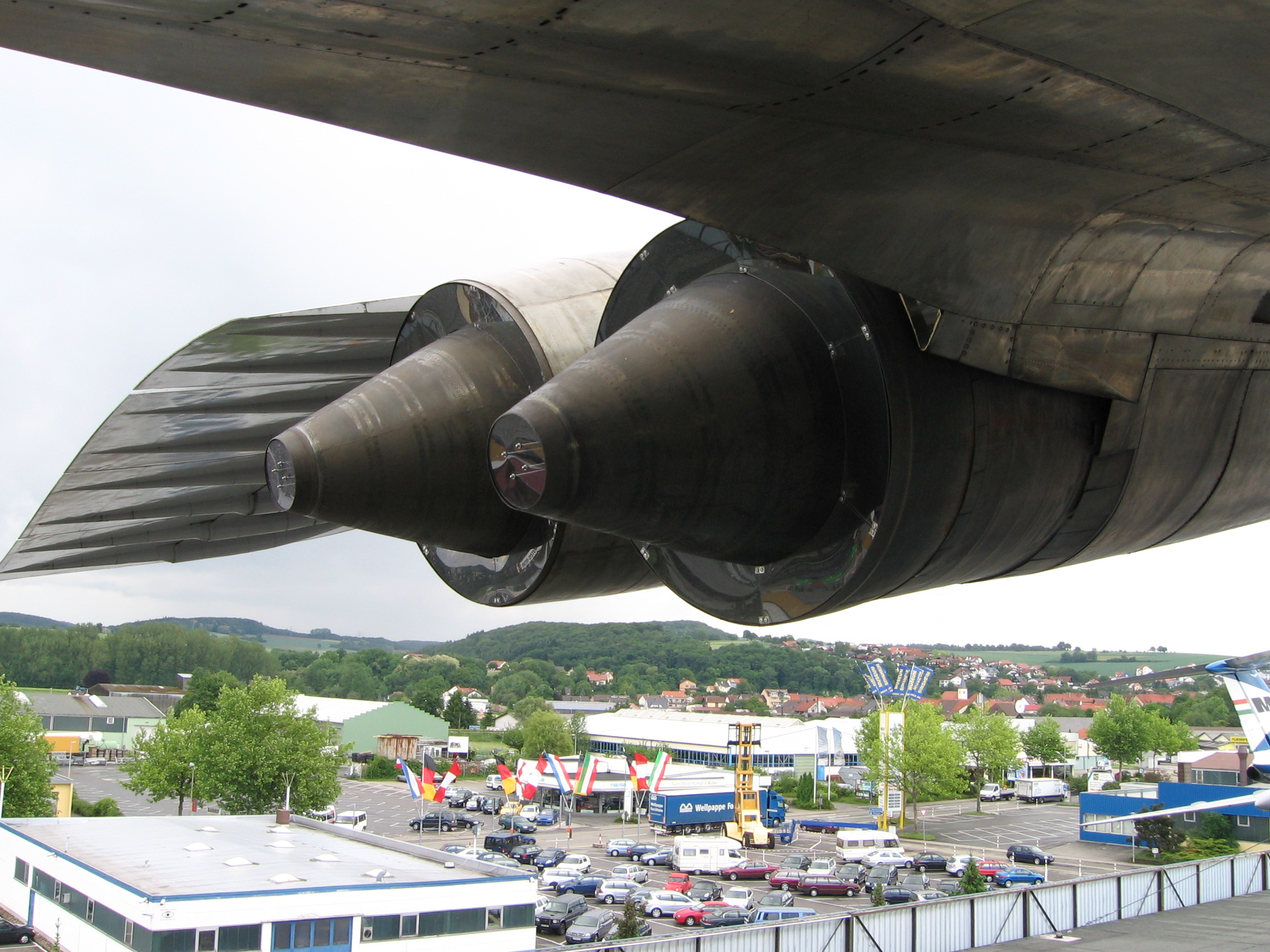
ジンスハイム自動車・技術博物館に展示されるTu-144に搭載されるRD-36-51

コレゾフ RD-36（ロシア語: Колесов РД-36）はソビエト連邦の多様な超音速機に使用されたターボジェットエンジン。

## 概要
コレゾフ RD-36は多様な航空機に搭載されたが、なかでもTu-144D超音速旅客機に使用されたRD-36-51は代表的な形式と言える。飛行速度に応じて開口部が変化する可変式ノズルを備える。

## 派生型
RD-36-41
RD-36-51
RD-36-51A

### RD-36-35

#### 搭載機
'RD-36-35' 
- 23-31 (MiG-21PD) [2]
- 23-01 (MiG-23PD) [2]
- T-58VD [2]

  'RD-36-35PR'  
- Bartini Beriev VVA-14

  'RD-36-35F'  
- Bartini KOR-70 (高速垂直離着陸式艦載水上機のKor.S計画)[3]

  'RD-36-35FV'  
- Yak-36M
- Yak-38U

  'RD-36-35FVR'  
- Yak-38
- Yak-38U

  'RD-36-35K'  
- MiG-105

### RD-36-41
'VD-19' を原型として開発された。.
推力 - 16 150 kgf

#### 搭載機
- Tu-148 (計画) [4]
- T-4 (試作機)

### RD-36-51
RD-36-51Aは単軸式のターボジェットエンジンで離陸時の推力は20,000 kgfで巡航時の推力毎の燃料消費量は1.22 kg/(kgf. h). で最大航続距離は6,500 kmだった。
このエンジンはクズネツォフ NK-144ターボファンを置き換えるために開発され、その結果、満載時の航続距離が3,080kmから5,330kmに増えた。
OKB-36のP. A. Kolesovによって開発され、リビンスクエンジン製造工場で量産された。RD-36-51Aエンジンは旅客輸送用の超音速機であるTu-144Dのために開発された。簡略化のためにノズルが固定式に改良された高高度飛行用のRD-36-51Bはミスチャーエフ M-17に搭載された。エンジンの推力は68.6 kN (7000 kgf)だった。
RD36-51Aエンジンは全ての地上試験と飛行試験(Tu-144Dに搭載した飛行)を1973年から75年の間に合格した。エンジンは以下の諸元:
- 離陸時の最大推力 = 20,000 kgf
- 超音速巡航飛行時最大推力 = 5000 kgf (高度= 18000 m, 速度= 2350 km / h)
- 亜音速飛行時の最大推力= 3000 kgf (高度= 11000 m, 速度= 1000 km / h)
- タービン入り口温度 = 1355 K
- 直径 = 1486 mm
- 全長 = 5976 mm
- 重量 = 3900 kg

高高度飛行機であるM-17 "Stratosphere"のために単軸式のTRD RD36-51Bが開発された。RD36-51Aエンジンから固定式のノズルに改められ、高高度飛行のために酸素供給装置が追加された。エンジンは高度26,000 mで低速飛行(マッハ0.6)で長時間の運転をもたらした。
- P = 7000 kgf
- 推力毎の燃料消費 = 0,88 kg / kgf • h.

RD-36-51A / B は少数が生産された (およそ50基程度).

#### 搭載機
'RD-36-51A'  
- Tu-144D

  'RD-36-51B'  
- ミスチャーエフ M-17 Stratosphera

## 仕様 (RD-36-51)
一般的特性
- 形式: ターボジェット
- 全長:
- 直径:
- 乾燥重量:

構成要素
- 圧縮機: 軸流式

性能
- 推力: 離陸時は24,000 kgf 235.4 または 246 kN (およそ 45,000 lbf)、巡航時は5,400 kgf
- 燃料消費率: 35 g/(kN·s)) 1.23 lb/(lbf·h)[1]
- 出力重量比: